# Kądziołki przędne

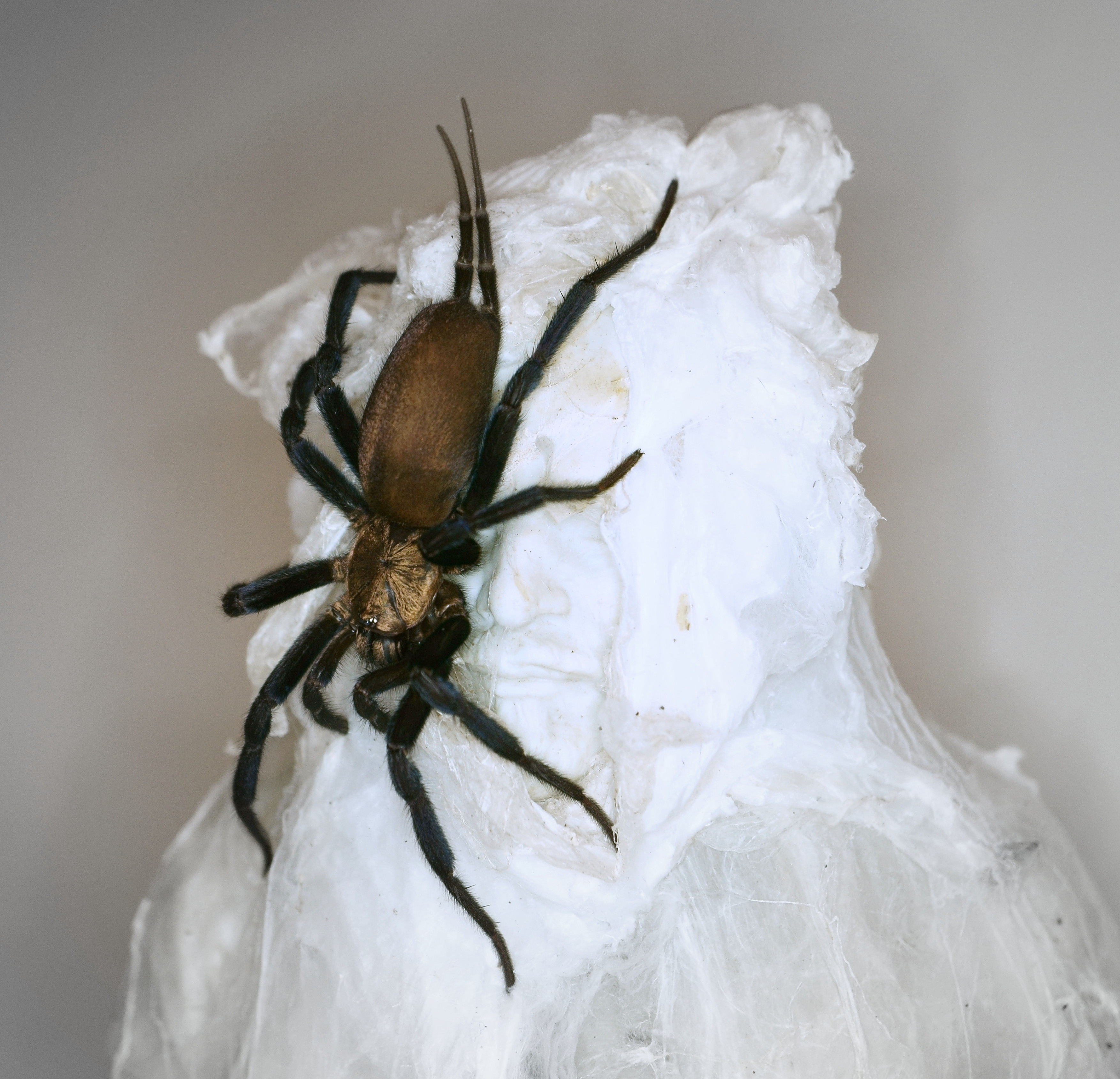
Bardzo długie kądziołki przędne u Linothele megatheloides

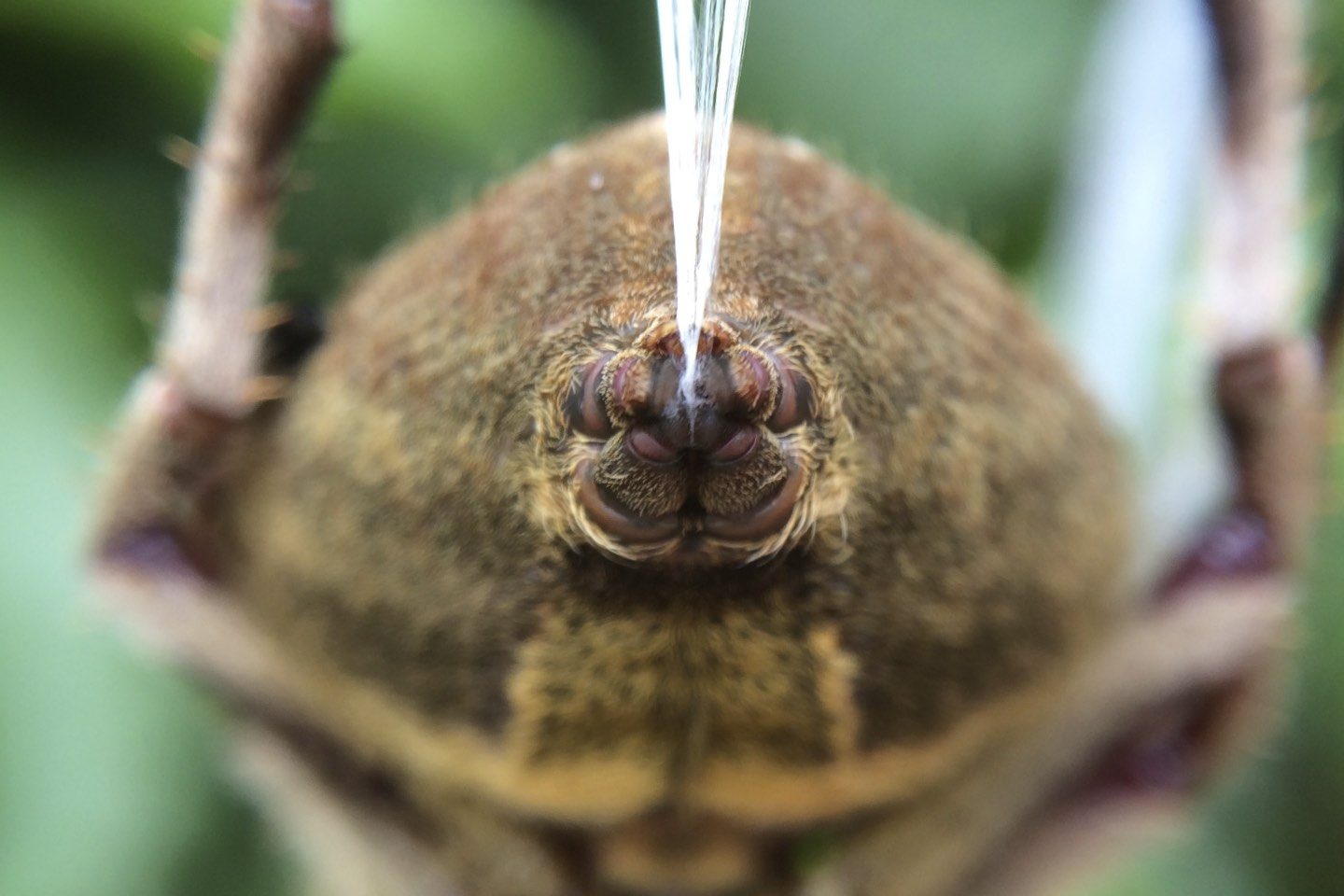
Kądziołki przędne Eriophora transmarina podczas tworzenia nici

Kądziołki przędne – charakterystyczne, unikalne dla pająków wyrostki znajdujące się na końcu opistosomy (dziesiąty i jedenasty segment), złożone z kilkuset do kilkunastu tysięcy ujść gruczołów przędnych, produkujących ciekłą substancję, która po zetknięciu z powietrzem zastyga, tworząc nić pajęczą.
Większość pająków ma trzy pary, a nieliczne dwie lub jedną parę kądziołków przędnych. Gruczoły przędne pająków połączone są w funkcjonalne grupy wytwarzające nici przędne o różnym składzie i przeznaczeniu. Jedne służą do budowy sieci łownych, nici asekuracyjnych i tzw. babiego lata, inne do budowy kokonów.